# Лангман Єлеазар Михайлович
Єлеазар Михайлович Лангман (також Єлізар; 1895, Одеса, Одеський повіт, Херсонська губернія, Російська імперія — 1940, Москва, РРСФР, СРСР) — радянський фотожурналіст.

## Життєпис
Народився 1895 року у місті Одеса. Племінник архітектора Аркадія Лангмана.
Навчався в Одеському художньому училищі, Харківському політехнічному інституті та Московській консерваторії за класом скрипки.
До фотографії грав в оркестрах, виступав із концертами, керував бригадою невідкладної допомоги на залізниці, працював помічником архітектора, який проектував стадіон «Динамо» у Москві.
Весь його попередній досвід стали в нагоді в новій професії — фотографія.
Як фотограф був членом групи «Жовтень», вважав себе учнем Олександра Родченка та Бориса Ігнатовича.
Працював у знаменитій «Бригаді Ігнатовича». Багато співпрацював із газетою «Вечірня Москва».
Помер у Москві 1940 року.